# سارة بايفورد
سارة بايفورد (بالإنجليزية: Sarah Byford)‏ أستاذة الاقتصاد (الاقتصاد الصحي) ومديرة اقتصاديات الصحة في كينجز (KHE) في معهد الطب النفسي وعلم النفس وعلم الأعصاب. وهي متخصصة في التقييم الاقتصادي لخدمات الصحة النفسية والتقييم السريري والاقتصادي للتدخلات المعقدة، بما في ذلك خدمات الأطفال والمراهقين.
وهي مستشار اقتصادي أول في معهد الرعاية الاجتماعية للتميز، وعضو في المعهد الوطني للصحة وجودة الرعاية (PHIAC)، والمحررة المعاونة للمجلة البريطانية للطب النفسي وعضو في هيئة تحرير مجلة الصحة النفسية.